# Ибрагимов, Ильдар Абдуллович
Ильда́р Абду́ллович Ибраги́мов (родился 15 июля 1932 года, Ленинград) — советский и российский математик, академик РАН. Лауреат Ленинской премии.

## Биография
Родился в Ленинграде. Отец был инженером, мать — врачом. Из-за политических репрессий 1937 года его детство прошло вдали от больших городов. В течение Великой Отечественной войны семья некоторое время находилась на оккупированной территории. В школе учился хорошо, отличался разносторонними интересами и блестяще окончил её. В поступлении в ЛГУ из-за проблем с биографией ему было отказано без объяснения причины. В ЛЭТИ не был принят по той же причине, но один из экзаменующих преподавателей на свой страх и риск сообщил Ильдару о том, с чем связан его провал. Поэтому при поступлении в Лесотехническую академию Ильдар скрыл от комиссии тот факт, что семья была репрессирована и жила в оккупации, и был принят на первый курс.
Талантливого студента заметил преподаватель математики Н. В. Липин и обратился с просьбой о его переводе в ЛГУ к ректору ЛГУ А. Д. Александрову. При его содействии перевод осуществился. Научным руководителем Ильдара в университете и аспирантуре был Ю. В. Линник.
В 1960 году, защитив кандидатскую диссертацию «Некоторые предельные теоремы для стационарных в узком смысле вероятностных процессов», стал преподавателем кафедры теории вероятностей и математической статистики. В 1966 году защитил докторскую диссертацию «Исследование по спектральной теории стационарных процессов», в 1969 году стал профессором, а в 1997—2005 годах являлся заведующим кафедрой.
С 15 декабря 1990 года — член-корреспондент АН СССР (по Отделению математики). С 29 мая 1997 года академик РАН.
Заведующий лабораторией статистических методов Санкт-Петербургского отделения Института математики им. В. А. Стеклова (ПОМИ РАН), в 2000—2006 директор ПОМИ.
Ведущий научный сотрудник НИИ математики и механики имени В. И. Смирнова СПбГУ.

## Награды и звания
- Ленинская премия (1970)
- Почётный член Санкт-Петербургского математического общества.
- Золотая медаль «За выдающийся вклад в математику» Математического института им. С. Л. Соболева СО РАН (2011)
- Почётный профессор Санкт Петербургского государственного университета.
- Почётный доктор университета Бордо II (Франция)
- Действительный член (fellow) Института математической статистики (США).

## Научные интересы
Теория вероятностей, математическая статистика

## Основные работы
- Независимые и стационарно связанные величины. М., 1965 (совм. с Ю. В. Линником);
- Гауссовские случайные процессы. М., 1970 (совм. с Ю. А. Розановым);
- Асимптотическая теория оценивания. М., 1979 (совм. с Р. З. Хасьминским).